# Mercedes Armas Galve
Mercedes Armas Galve (Barcelona, 1964) és una jutge del Tribunal Superior de Justícia de Catalunya (TSJC). És Magistrada titular de la secció vuitena de l'Audiència de Barcelona. És coneguda per haver dut el judici a Leo Messi i per investigar el cas sobre el malversació de fons durant el Referèndum d'autodeterminació de Catalunya de 2017.
Va accedir a la carrera el 1991, començant a treballar al Jutjat de Primera Instància i instrucció d'Arenys de Mar, on va romandre fins al 1997. Ja com a Magistrada, va treballar als jutjats de Granollers durant deu anys, fins que es va incorporar al Jutjat Penal número 7 de Barcelona.
El 2008 va començar a treballar a la secció vuitena de l'audiència provincial, des d'on va rebre l'encàrrec de jutjar el cas Leo Messi, qui finalment fou condemnat a 21 mesos de presó per haver defraudat 4,1 milions d'euros a Hisenda entre 2007 i 2009.
El febrer de 2017 fou designada -en comissió de servei, inicialment durant sis mesos- per cobrir una vacant a la sala Civil i penal del TSJC, després de la jubilació del magistrat Enric Anglada i que Joan Manel Abril i Miguel Ángel Gimeno demanessin una excedència. Abril havia dut a terme el judici contra Mas, Ortega i Rigau pel 9-N. i Gimeno, antic expresident del TSJC, havia estat contractat com a director de l'Oficina Antifrau de Catalunya.
Una de les seves primeres tasques com a magistrada del TSJC fou analitzar la querella de la fiscalia contra Meritxell Borràs i Francesc Esteve arran de la licitació de la compra d'urnes. Amb relació a aquesta causa, el setembre del mateix any va rebre l'encàrrec d'investigar una nova querella, on la Fiscalia investiga el president Puigdemont i els seus catorze consellers amb relació a un possible delicte de malversació de fons públics per les partides d'uns 6,2 milions d'euros que el Govern de la Generalitat hauria destinat a la celebració del referèndum per l'autodeterminació, declarat suspès pel Tribunal Constitucional d'Espanya. Amb relació a aquesta querella, fou ella qui va demanar a la Guàrdia Civil l'execució de mesures cautelars : el tancament dels webs relacionats amb el referèndum i l'elaboració d'una llista on s'informi de quins mitjans de comunicació en fan difusió de tipus publicitària de la convocatòria.